# گربه‌خوان سبز
گربه‌خوان سبز(نام علمی: Ailuroedus crassirostris) نام یک گونه از سرده گربه‌خوان‌ها است.